# Faifili Levave
Pas d'image ? Cliquez ici

a Compétitions nationales et continentales officielles uniquement.

b Matchs officiels uniquement.
Dernière mise à jour le 27 décembre 2022.
Faifili Levave, né le 15 janvier 1986 à Wellington (Nouvelle-Zélande), est un joueur de rugby à XV néo-zélandais mais international samoan évoluant aux postes de troisième ligne centre ou troisième ligne aile. Il mesure 1,92 m pour 111 kg.

## Carrière

### En club
Faifili Levave suit sa formation rugbystique au St Patrick's College de Wellington, puis fait ses débuts en senior en 2004 avec le club de Northern United dans le championnat amateur de la région de Wellington.
Il commence sa carrière professionnelle avec la province de Wellington en NPC en 2005. Il joue avec cette équipe jusqu'en 2014, à l'exception de la saison 2008 passée avec Waikato.
En 2008, il fait ses débuts en Super Rugby avec la franchise des Chiefs , avant de rejoindre les Hurricanes à partir de 2009 et jusqu'en 2014,.
En 2012, il part jouer une saison en Top Ligue Ouest A (deuxième division japonaise) avec le club des Honda Heat.
Il quitte complètement la Nouvelle-Zélande en 2014 et rejoint pour deux saisons le club japonais des Toyota Verblitz en Top League,. 
En 2016, il rejoint l'équipe des Mitsubishi Dynaboars qui évolue en Top Ligue Est A. Il joue deux saisons avec le club de Sagamihara, avant d'être laissé libre en 2018. 
Libre de tout engagement, il retourne en Nouvelle-Zélande jouer au niveau amateur avec son ancienne équipe du Northern United. 
En février 2019, il est recruté par le Stade rochelais en Top 14, où il s'engage en tant que joueur supplémentaire jusqu'à la fin de saison.
La saison suivante, il rejoint l'ASM Clermont en tant que « joker Coupe du monde », compensant les absences de Sébastien Vahaamahina et Arthur Iturria partis disputer le mondial 2019 au Japon,. Il quitte le club en octobre 2019, après huit matchs joués. Il fait son retour au club un mois après son départ, cette fois en tant que joker médical de Jacobus van Tonder, absent jusqu'à la fin de la saison. Il joue sept matchs lors du restant de la saison.
Non conservé par Clermont en juin 2020, il met un terme à sa carrière de joueur professionnel, et rentre en Nouvelle-Zélande afin de devenir courtier hypothécaire. Il continue toutefois de jouer au niveau amateur, une fois de plus avec son ancien club de Northern United.
En 2021, il fait son retour à la compétition avec la province de East Coast en Heartland Championship, jouant notamment aux côtés des anciens All Blacks Ma'a Nonu et Hosea Gear. Il joue trois matchs lors de sa première saison, dont une titularisation. En 2022, il remporte la Lochore Cup avec cette équipe.

### En équipe nationale
Né en Nouvelle-Zélande, Faifili Levave est passé par les équipes jeunes du pays, comme les moins de 19 ans en 2005. Il joue également pour la sélection des moins de 21 ans en 2007.
En 2013, il décide de représenter le pays d'origine de ses parents : les Samoa. Il obtient donc sa première cape internationale avec l'équipe des Samoa le 9 novembre 2013 à l’occasion d’un test-match contre l'équipe d'Irlande.
Bien qu’originellement pas retenu, il est finalement sélectionné dans le groupe samoan choisi par Stephen Betham (en) pour participer à la Coupe du monde 2015 en Angleterre en remplacement de Fa'atiga Lemalu blessé. Il dispute quatre matchs contre les États-Unis, l'Afrique du Sud, le Japon et l'Écosse.

## Palmarès

### En club
- Vainqueur de la Top Ligue Ouest A en 2013 avec Honda Heat.

## En équipe nationale
- 19 sélections
- 1 essai marqué (5 points)
- Participation à la Coupe du monde 2015 (4 matchs).